# デジタルスマートシティ推進財団
デジタルスマートシティ推進財団（2023年5月10日社名変更。旧名・モバイルスマートタウン推進財団）は実業家の志太勤（シダックスグループ創業者）が社会貢献事業の一環として2016年に私財で設立した、一般財団法人。

デジタル社会に対応した最新技術を活用して、地域課題の解決と地域住民の生活利便性の向上を図り、地域創生、地域活性化を推進するとともに、世界に向けて情報発信し、世界的視野をもって活動することを目的としている。

自治体と地域、中央官庁等との連携を支援し、プラットフォーム機能を充実させ、公民連携（ＰＰＰ)の手法などを積極的に活用。さらに、地域の未来に向けて、青少年活動等への協力や支援、日本や国際社会を担う健全な人材育成を行っている。

東京都千代田区に主たる事務所を置く。

財団内にインバウンド観光マーケティングに関する研究機関として、日本観光推進総合研究所を設置している。

## 事業内容
自治体との間で協定を結び、訪日外国人観光客向けの地域観光情報の8ヶ国語による多言語観光情報サイト『Guidoor』の運営や、観光振興事業等を受託している。

- 沿革(自治体との協定実績)(2023年6月1日閲覧)
- 受託事業実績(2023年6月1日閲覧)

## 取得認証
- beyond2020プログラム (内閣官房、2023年6月1日閲覧)
- JAPAN. ENDLESS DISCOVERY (観光庁、2023年6月1日閲覧)
- おもてなし規格認証 2019（紅認証） (経済産業省)